# Imprenta en Navarra
La imprenta llega al Reino de Navarra tempranamente, en la época incunable, de la mano de un impresor hasta entonces prácticamente desconocido. Se trata de Arnao Guillén de Brocar, francés, que se instala en Pamplona en 1490 y aquí trabaja durante once años, hasta 1501, cuando traslada el negocio a Logroño. Posteriormente alcanzaría fama y riqueza en Alcalá de Henares, donde imprimió la Biblia Políglota Complutense.

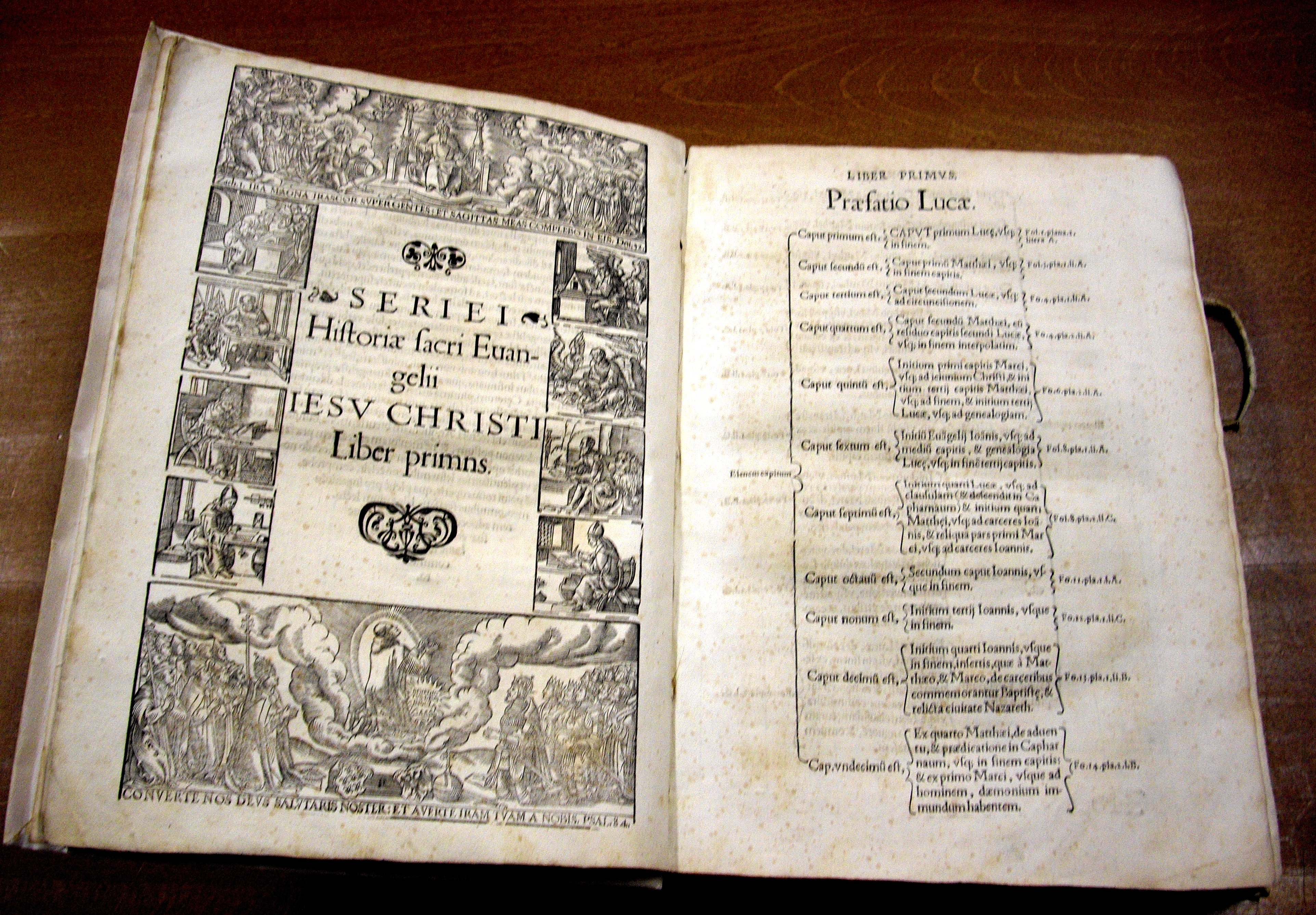
Irurozqui, Series totius ... Sacri Evangelii, Estella, Adrián de Amberes, 1557.

Desde la salida de Brocar de Navarra, en 1501, durante casi medio siglo no existe un taller de imprenta, lo que resulta comprensible ya que durante este tiempo el Reino vive una situación política convulsa que desembocará en la conquista por Castilla en 1512.
Será el yerno de Arnao Guillén de Brocar, el navarro Miguel de Eguía, el que en 1546 ponga en funcionamiento una imprenta en su ciudad natal en Estella. Aquí el taller permanecerá en activo, tras la muerte de Eguía, bajo la dirección de Adrián de Amberes, hasta que lo traslada en 1568 a la capital del reino, a Pamplona, donde las instituciones garantizaban encargos constantes y rentables. De esta manera la imprenta se instala en Pamplona y aquí funcionará sin  interrupciones.
En el siglo XVII el negocio de la imprenta se consolida y posibilita la existencia de tres talleres en la capital del Reino de Navarra. En este tiempo son precisamente las instituciones políticas las que promueven las ediciones más ambiciosas, con el objeto de proclamar la identidad del Reino dentro de la corona española. Es el caso de la publicación de los Anales del Reino de Navarra, cuya redacción se encomendó al jesuita José de Moret y, tras su muerte, al también jesuita Francisco de Alesón.
Durante el Siglo de las Luces la imprenta experimenta un notable desarrollo, de tal manera que de los tres talleres existentes en Pamplona en la centuria anterior se pasa a siete. Ahora la producción de libros duplica largamente la registrada en la centuria precedente. La iniciativa editorial descansa en el ámbito privado, del que surgen proyectos ambiciosos que, en ocasiones, se financian por el novedoso procedimiento de la suscripción.
El largo y dramático final del Antiguo Régimen en España, que desembocó en la instauración de una monarquía constitucional, supuso la extinción del Reino de Navarra y su transformación en provincia. Fue a partir de la publicación en 1841, al final de la Primera Guerra Carlista, de la Ley de Modificación de los Fueros de Navarra. Esta disposición, entre otros aspectos, tuvo como consecuencia la supresión del Consejo Real de Navarra, que desde mediados del siglo XVI había controlado la imprenta en este territorio, la cual en lo sucesivo se rigió por la legislación de ámbito nacional.

## La época incunable: Arnao Guillén de Brocar (1490-1501)
La imprenta en el Reino de Navarra tiene un comienzo brillante con la llegada desde Francia a Pamplona, a finales del siglo XV, de un tipógrafo desconocido hasta entonces: Arnao Guillén de Brocar. Debe de ser un hombre joven: el hecho es que aquí contrae matrimonio con la navarra María de Zozaya con la que tendrá tres hijos, Juan, Pedro y María.
Mantiene abierto un taller de imprenta, al menos entre 1490 y 1501. Durante este periodo de doce años en el que se tiene constancia de que trabaja en Navarra se conocen 28 impresos, entre libros y hojas sueltas, de ellos 27 son incunables, ya que se imprimieron con anterioridad al siglo XVI. 
El ritmo de trabajo es débil y discontinuo entre 1490 y 1494 y la actividad se incrementa a partir de 1495 hasta 1501, cuando abandona Navarra.
| Producción de Arnao Guillén de Brocar en Pamplona (1490-1501) |                                                         |                         |
| Año                                                           | Título                                                  | Autor                   |
| 1490-XII-15                                                   | Manuale ... ecclesiae Pampilonensis                     |                         |
| 1492                                                          | Regulae grammaticales                                   | Masparrauta, Esteban de |
| 1493-1494 ca.                                                 | Breviarium [...] Pampilonense                           |                         |
| 1494                                                          | Missale mixtum [...] Pampilonensis                      |                         |
| 1495                                                          | Epílogo en medicina y en cirugía                        | Johannes de Ketham      |
| 1495-1498 ca.                                                 | Bula de la catedral de Pamplona                         |                         |
| 1495                                                          | Bula del Hospital del Santo Espíritu de Roma            |                         |
| 1495-1498                                                     | Bula de la catedral de Pamplona                         |                         |
| 1496                                                          | Comentarium super libros Aristotelis...                 | Castrovol, Pedro de     |
| 1496                                                          | Fabulae                                                 | Esopo                   |
| 1496                                                          | Missale Lascurrense [Lescar (Francia)]                  |                         |
| 1496 ca.                                                      | Missale Lucense                                         |                         |
| 1496 ca.                                                      | Ordinarium Lucense                                      |                         |
| 1496 ca.                                                      | Formalitates breves                                     | Castrovol, Pedro de     |
| 1497                                                          | Diaeta salutis                                          | Buenaventura, san       |
| 1497 ca.                                                      | Missale Mindoniense                                     |                         |
| 1497 ca.                                                      | Manuale Mindoniense                                     |                         |
| 1495-1498                                                     | Bula de indulgencias [...] catedral Burgo de Osma       |                         |
| 1496-1500                                                     | Historia destructionis Troiae                           | Colonne, Guido delle    |
| 1499                                                          | Título virginal de Nuestra Señora                       | Fuentidueña, Alonso de  |
| 1499                                                          | Tractatus sacerdotalis de eclesiasticis sacramentis     | Plove, Nicolaus de      |
| 1499                                                          | De eruditione religiosorum                              | Peraldus, Nicolaus de   |
| 1499 ca.                                                      | Coplas [...] elección del obispo de Calahorra           |                         |
| 1496 ca.                                                      | Tractatus super symbolum Athanasii                      | Castrovol, Pedro de     |
| 1499 ca.                                                      | Constitutiones Auxi [Auch (Francia)]                    |                         |
| 1499 ca.                                                      | Libros menores [Auctores octo]                          |                         |
| 1500                                                          | Missale Tirasonensis                                    |                         |
| 1501                                                          | Constitutiones provinciales provincie cesaraugustane... |                         |

### Brocar en Logroño y Alcalá de Henares (1501-1524)
El  negocio de Brocar en Pamplona es cada vez más sólido pero el futuro es amenazador por la incertidumbre política en que vive el Reino de Navarra, con una monarquía débil, tutelada por los reinos de Francia y de Castilla, y una sociedad dividida por la guerra civil entre las banderías nobiliarias encabezadas por beaumonteses y agramonteses. Es probable que, ante la incertidumbre que se cernía sobre el territorio, en el que se preveía una invasión militar, tal y como finalmente sucedió con la conquista de Castilla en 1512, Brocar  decidiera trasladar su taller a un lugar más seguro. El caso es que  en 1501 abandona Navarra, aunque no se aleja demasiado ya que se establece justo al otro lado de la frontera, en Logroño, ciudad castellana. Allí montará su taller y trabajará durante una década, hasta 1511.

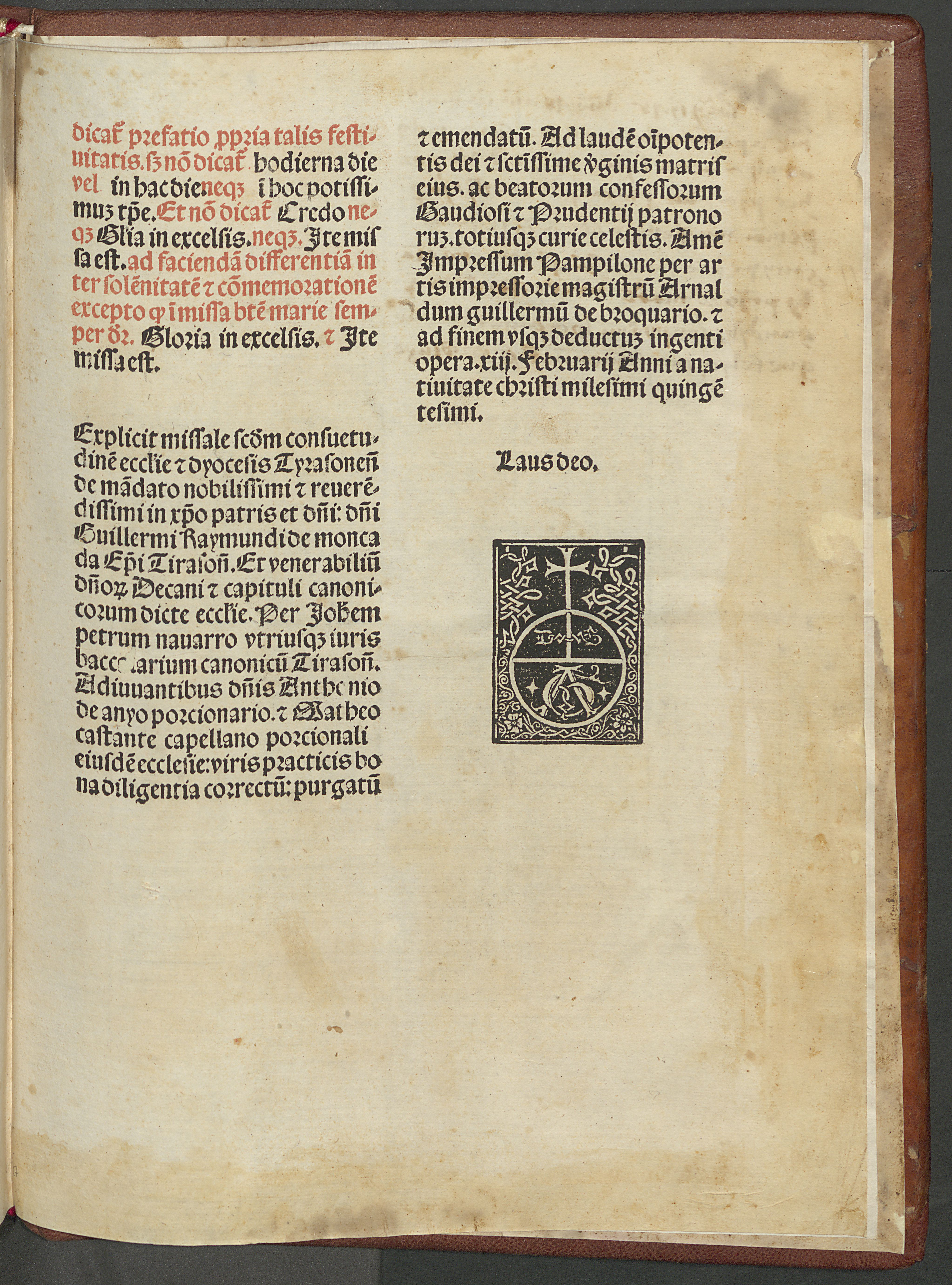
Missale Tirasonensis. Pamplona, Arnao Guillén de Brocar, 1500. Explicit de la obra y marca del impresor.

En 1512 se instala en Alcalá de Henares, ciudad universitaria, donde permanecerá hasta su fallecimiento doce años más tarde, y montará un taller excepcionalmente equipado. Disfruta, entre 1514 y 1519, de un suculento encargo que se traduce en tiradas astronómicas: se trata de la impresión de la Bula de la Santa Cruzada que con carácter de monopolio vendía en todos los reinos hispánicos el monasterio jerónimo de Nuestra Señora de Prado de Valladolid. Posteriormente, entre 1518 y 1521, también imprimió las bulas emitidas por el convento dominico de San Pedro Mártir en Toledo. El monopolio de impresión de esas dos bulas será fuente de la "mayor parte de su hacienda", de acuerdo con el testimonio de su nieto Jerónimo de Eguía.
Pero la impresión que le dará prestigio y riqueza será la Biblia políglota. Los preparativos se habían iniciado en la Universidad de Alcalá en 1502; así que cuando Arnao Guillén de Brocar se pone al frente de la empresa ya habían transcurrido nueve años. Tres tardó en aparecer el primer volumen impreso (1514) y en tan solo otros tres vio la luz la obra completa, formada por seis volúmenes en folio, con una tirada de seiscientos ejemplares. En esta empresa acompañaron al impresor su hijo Juan y su yerno, el navarro Miguel de Eguía, que habría aprendido el oficio en el taller de Logroño.
Arnao Guillén de Brocar trabajó hasta el final de sus días, como se explica en el colofón de Erudita in davidicos salmos expositio, fechado en 1524, en el que sus deudos informan de que la muerte le impidió ver terminada esta obra. El balance de 34 años como impresor y editor en Pamplona, Logroño y Alcalá de Henares es totalmente positivo por la calidad de sus impresos, el volumen del negocio y su diversificación, así como por la próspera posición económica y social que alcanzó merecidamente.
Pidió ser enterrado en el monasterio jerónimo de San Bartolomé de Lupiana, cerca de Guadalajara. Para entender su última voluntad convendrá tener presente que había hecho buena parte de su fortuna gracias a la impresión de las bulas del monasterio de Nuestra Señora de Prado de Valladolid, también perteneciente a los jerónimos. Su mujer, la navarra María de Zozaya, había fallecido con anterioridad.

## ElsigloXVI: la imprenta regresa a Navarra
Arnao Guillén de Brocar cerró su taller de imprenta de Pamplona en 1501 y lo volvió a abrir en Logroño, en Castilla, donde podía disfrutar de la estabilidad política que no tenía en la capital navarra, donde el Reino se tambaleaba por la intromisión de Castilla y Francia, que amenazaban con una invasión militar aprovechando la división creada por el enfrentamiento civil entre los bandos beaumontés y agramontés. 
Al final, en el contexto de la política internacional marcada por el enfrentamiento de las dos monarquías emergentes, la española y la francesa, en 1512 la balanza se inclinó en favor de la española: las tropas de Fernando el Católico invadieron el Reino de Navarra en una campaña relámpago y lo anexionaron a la corona de Castilla.
Las décadas posteriores a la conquista castellana fueron turbulentas, poco favorables para el normal funcionamiento de un negocio como el de la imprenta. Probablemente por este motivo en Navarra no hubo un taller de imprenta desde 1501, cuando Brocar abandonó Navarra, hasta 1546, cuando su yerno Miguel de Eguía abrió el suyo.
Eguía es un experimentado tipógrafo y editor. Había colaborado estrechamente son su suegro en Logroño y Alcalá. El caso es que en 1534, después de más de dos años preso en la cárcel de la Inquisición de Valladolid, acusado de luterano, acusación de la que finalmente resultó absuelto, se instala definitivamente en Estella, de la que había salido siendo un muchacho. A los doce años de su llegada a Estella, donde llevó a cabo otras muchas y prósperas actividades empresariales, en 1546 montó un taller de imprenta. Aunque este taller resultó efímero, pues Miguel de Eguía falleció ese mismo año. Sin embargo, será el inicio de la historia, que ya no se interrumpirá, del libro impreso en Navarra.

Le sucedió Adrián de Amberes, que trasladó el taller a Pamplona atraído por los encargos que le garantizaba la Diputación del Reino de Navarra. La imprenta trabajó en solitario durante el resto del siglo XVI, con la única y efímera excepción protagonizada por Andrés de Borgoña (1587-1588), quien fracasó en su propósito de romper el monopolio que detentaban Amberes y sus sucesores.

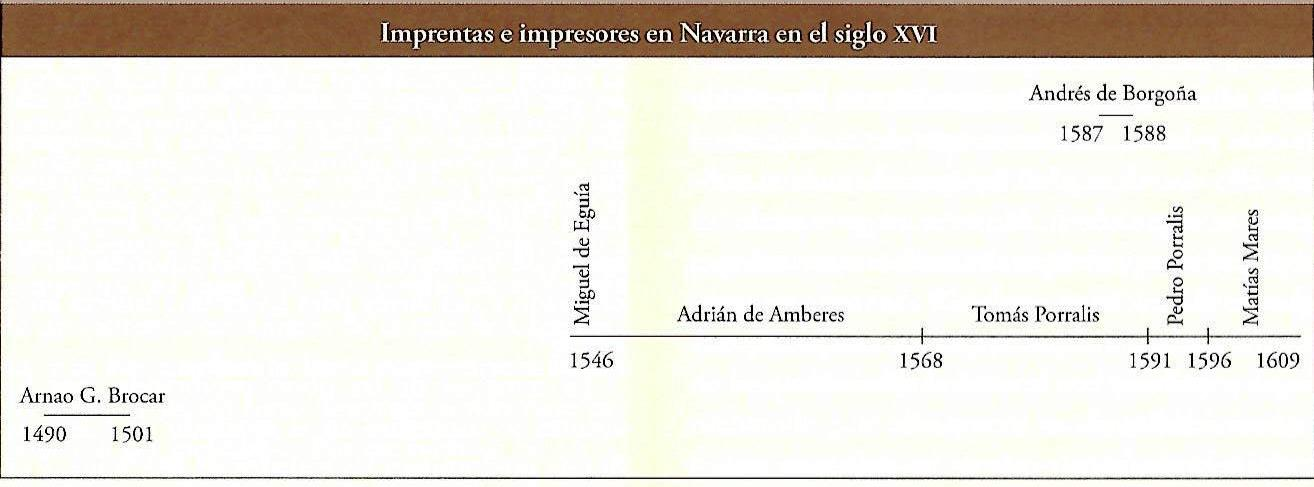
Talleres de imprenta en Navarra en el

### Impresores
A partir de 1546, cuando Eguía abre su taller de imprenta, y hasta final de siglo, durante 54 años, la actividad editorial se mantendrá relativamente estable, aunque con interrupciones esporádicas que en total suman once años sin libros impresos. Esas interrupciones, a excepción de los cuatro años (1549-1552) en los que permanece inactivo el taller de Adrián de Amberes dañado por un asalto, son de corta duración, de uno o dos años como máximo, lo que induce a pensar que la imprenta continuaba trabajando con normalidad, aunque centrada en la producción de encargos menores, como hojas sueltas y folletos. Los impresores de este periodo son en total seis:
- Amberes, Adrián de (Activo entre 1546-1568)
- Borgoña, Andrés de (1587-1588)
- Eguía, Miguel de (1546)
- Mares, Matías (1596-1609)
- Porralis de Saboya, Pedro (1591-1596)
- Porralis de Saboya, Tomás (1568-1591)

### Producción de libros
Se han identificado 101 libros impresos en Navarra en la segunda mitad del siglo XVI, lo que representa una media de 1,4 títulos por año, mientras que en Alcalá, con una imprenta patrocinada por el poderoso cardenal Cisneros e impulsada por la Universidad, rozaría los doce. 
El ritmo de impresión de libros fluctúa constantemente. De cualquier manera, se puede advertir la tendencia a sacar dos o tres títulos por año, mientras que el máximo se establecería en cinco o seis, que solo alcanzan en dos ocasiones Tomás Porralis (1586 y 1590) y en una Adrián de Amberes (1564). El siglo concluye con pulso débil ya que en la imprenta de Matías Mares se registran cuatro años sin libros.

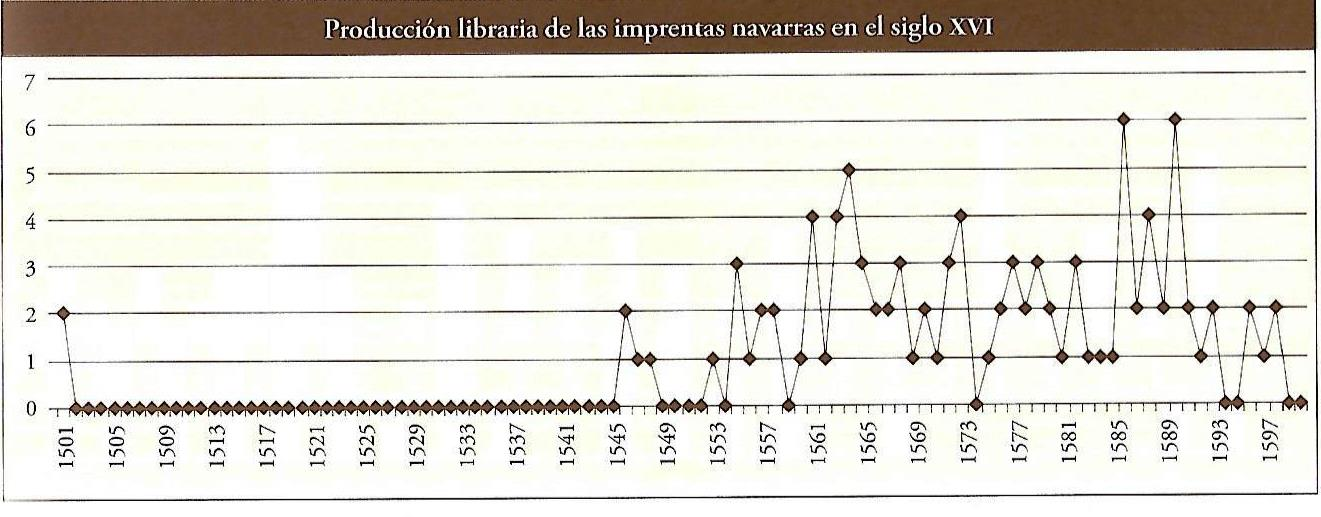
Producción de libros en las imprentas de Navarra en el

En la distribución temática de los 101 títulos impresos en Navarra entre 1546 y 1600,  muestra su primacía el Derecho (31 libros), apartado en el que predominan las ediciones legislativas del Reino de Navarra, lo que viene a corroborar la dependencia que tenían los talleres locales de los encargos de las instituciones civiles. A continuación aparecen la Literatura (25 títulos) y Religión (24); el número de libros religiosos parece bajo, si se tiene en cuenta la influencia de la Iglesia en las personas e instituciones o la actividad de otras imprentas, como puede ser la sevillana de los Cromberger, donde este tipo de publicaciones copa la mitad de la producción.
El dilatado apartado de las Ciencias reúne 15 títulos, lo que constituye una presencia aceptable porque estas publicaciones se destinaban a un reducido grupo de lectores y porque habitualmente veían la luz fuera de las modestas imprentas locales, como era el caso de las establecidas en Navarra. Finalmente, la Historia tiene la presencia más reducida en el conjunto de las ediciones navarras del XVI, con media docena de libros.

### El control del libro: el Consejo Real de Navarra

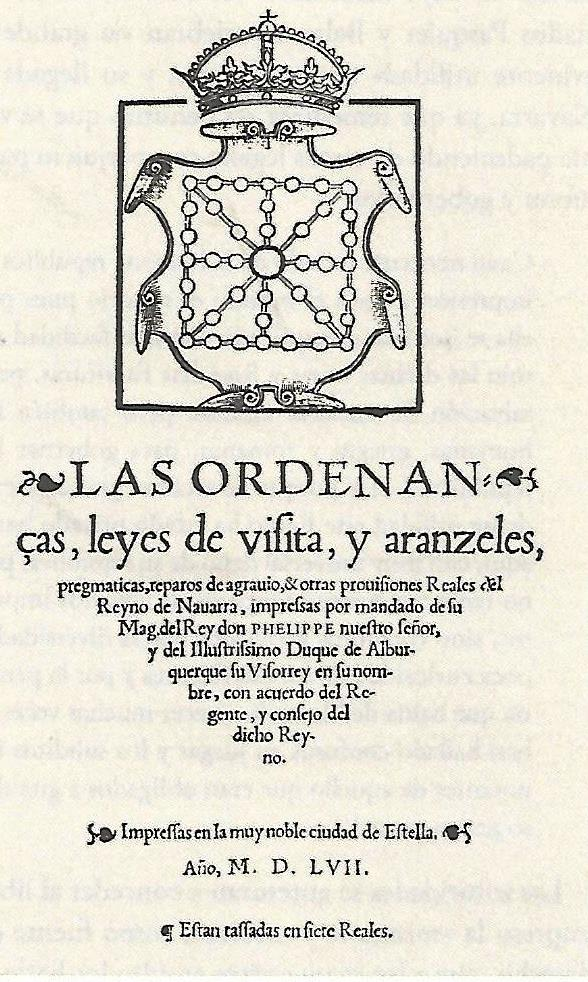
Ordenanzas, leyes de visita ... del Reino de Navarra (1557), "impresas por mandato de su magestad del rey don Felipe II", a instancias del Consejo Real de Navarra.

Tras la conquista del Reino de Navarra por Castilla en 1512, las instituciones políticas fundamentales son tres: las Cortes del Reino, formadas por los estamentos religioso, nobiliario y de ciudades realengas; la nueva figura del virrey, que representa y ejerce la autoridad del monarca que reside en Castilla; y el Consejo Real de Navarra, que ahora amplía considerablemente las atribuciones judiciales, legislativas y gubernativas que había detentado con anterioridad a la conquista. Durante el Antiguo Régimen el Consejo Real de Navarra se configura como una institución política de la corona española, semejante a los existentes en Aragón, Nápoles, Flandes e Indias.
Cuando la imprenta se instala en Navarra, a partir de 1546, el Consejo Real  de Navarra asume su control, tanto de los libros como de los papeles sueltos, y lo ejercerá de forma exclusiva durante trescientos años, hasta su extinción en 1841 con la entrada en vigor de la ley de Fueros de Navarra, también llamada Ley Paccionada.
En virtud de la citada ley de 1841 se suprimió el Reino de Navarra y se constituyó la provincia de Navarra, de conformidad con la organización territorial establecida en la constitución aprobada cuatro años antes, en 1837. En lo sucesivo, las leyes del Reino de España se  aplicaron aquí al igual que en el resto de las provincias. De esta manera, en Navarra a partir de 1841 se acató la normativa estatal sobre el libro y la imprenta.
Durante los trescientos años en los que el Consejo Real de Navarra desempeñó el control de la imprenta en el reino, ejerció la censura previa del original; otorgó las licencias de impresión; concedió el privilegio de impresión, que daba al editor un plazo para la venta en exclusiva de su libro; y finalmente fijó la tasa, el precio único de venta al público.  
Como el Consejo Real de Navarra solo tenía jurisdicción sobre el reino, la licencia, el privilegio y la tasa afectaban al libro comercializado en Navarra. De tal forma que si un editor navarro quería vender su publicación también en los reinos de Castilla o de Aragón, debía solicitar la licencia ante los respectivos consejos. De la misma manera, si un editor castellano o aragonés deseaba vender una obra en Navarra debía obtener la oportuna licencia del Consejo Real de este reino. 
Esto era en teoría, en la práctica no existió un control riguroso sobre la entrada y salida de libros entre los reinos de la corona española. Solo se requería la intervención del Consejo en el caso de que un editor, supongamos navarro, protestara por la entrada de una obra impresa fuera que él ya había editado y que podía hacerle la competencia en precio o calidad. Otro tanto sucedería con los editores castellanos o aragoneses en relación con la importación de libros navarros.

## ElsigloXVII: desarrollo de la imprenta barroca
En el siglo XVII en el Reino de Navarra se contabilizan tres talleres de imprenta con 17 titulares, que suman 156 años de actividad impresora. Estos datos contrastan positivamente en relación con la centuria precedente, cuando, en la práctica, solo hubo un taller, cuya actividad estuvo circunscrita a la segunda mitad del siglo XVI y el número de años de trabajo solo fue de 58.

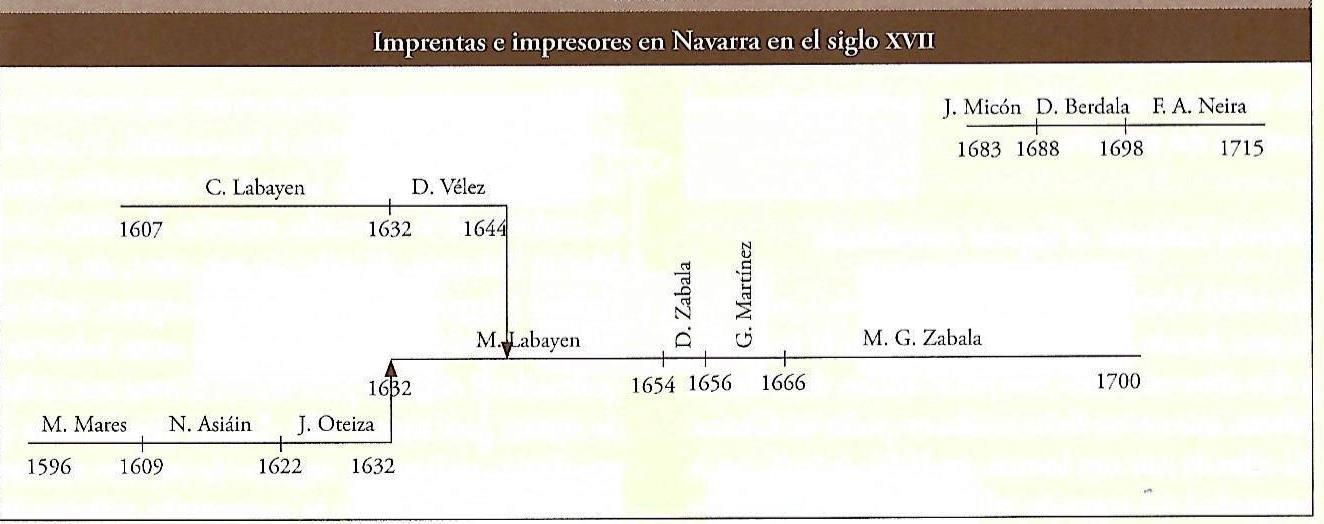
Talleres de imprenta en Navarra en el

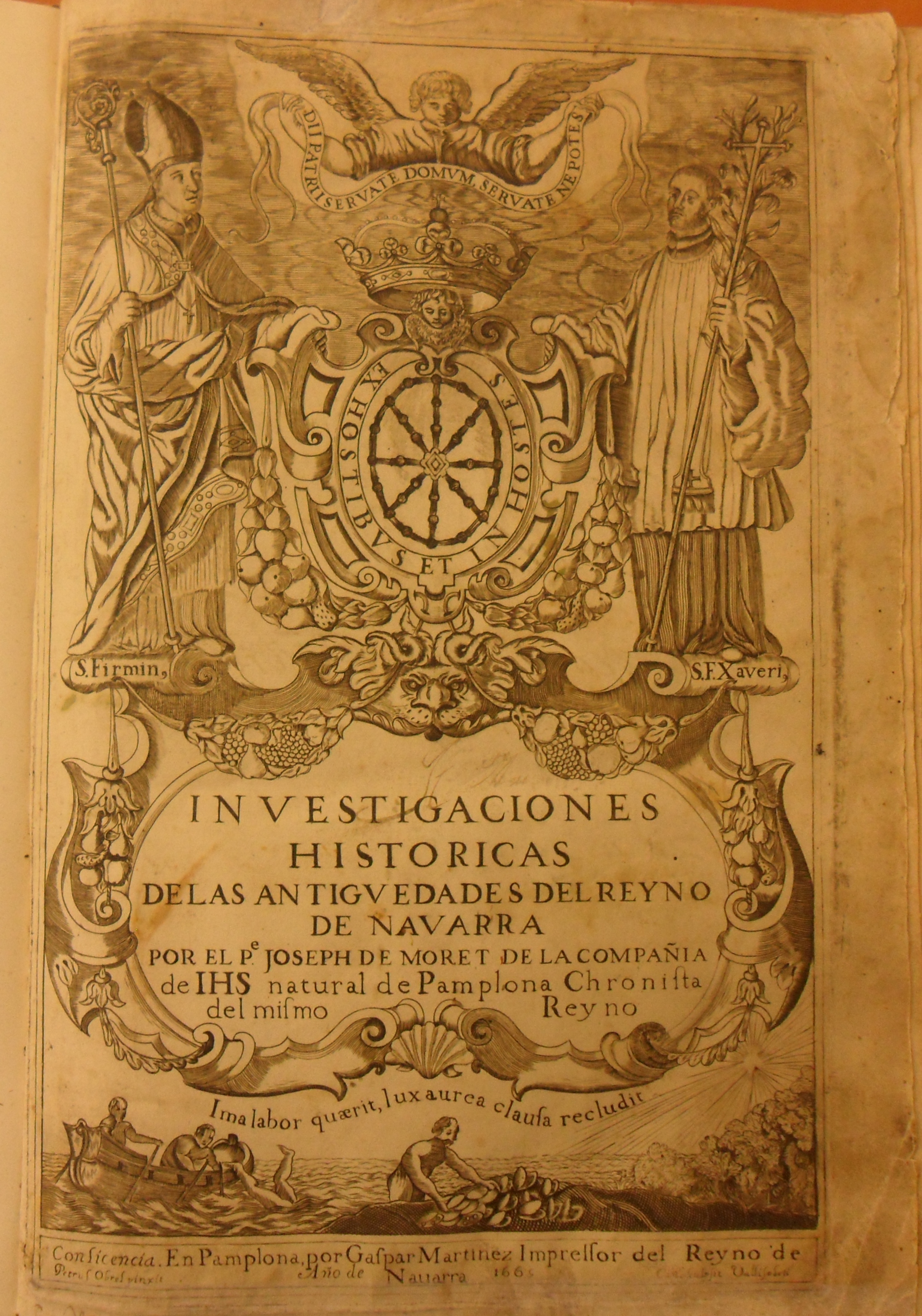
Moret, Investigaciones históricas ... del Reino de Navarra, Pamplona, Gaspar Martínez, 1665.

### Impresores
- Asiain, Nicolás (Activo entre 1609-1621)
- Berdala, Domingo de (1688-1696)
- Guillermo Francisco y Alcanduz. (1695-1696)
- González de Asarta, Lázaro (Activo entre 1695-1696)
- Huarte, Bernardo de (1692-1701)
- Labayen, Carlos  de (1607-1632)
- Labayen, Isabel de (1670)
- Labayen, Martín de (1632-1654)
- Mares, Matías (1596-1609)
- Martínez, Gaspar (1656-1677)
- Micón, Juan (1683-1688)
- Micón, Juan, hijo (1688-1710)
- Neira, Francisco Antonio de (1694-1716)
- Oteiza, Juan de (1622-1632)
- Vélez de Vergara, Domingo (1632-1644)
- Zabala, Diego de (1654-1656)
- Zabala, Martín Gregorio de (1666-1700)

### Producción de libros
A lo largo de la centuria se imprimieron 261 libros, al margen de los trabajos menores que absorbían el trabajo cotidiano de los talleres. Se comprueba mayor actividad en el primer tercio del siglo, cuando trabajan al unísono la imprenta de los sucesores de Matías Mares y la nueva de Carlos Labayen. Precisamente en 1608, al año siguiente de la puesta en funcionamiento de esta imprenta, se registra el máximo de producción de la centuria con once monografías, y cuatro años más tarde se vuelve a registrar un significativo pico, con diez.
Después se abre un amplio periodo, que va desde los años 30 a los 70, en el que la actividad desciende para situarse en niveles ínfimos, lo cual se interpreta por la existencia en solitario del taller de Martín Labayen y sus descendientes, en especial el de Gaspar Martínez (1656-1666), con los niveles de productividad más bajos de la centuria a causa de su mala gestión. En este tiempo, en nueve ocasiones no se registra un solo libro por año, siendo especialmente inactivo el cuatrienio que va de 1674 a 1677 en el que se produce el pleito entre Martín Gregorio Zabala y su padrastro Gaspar Martínez. La baja actividad se constata nuevamente en el tramo final de Martín Gregorio Zabala, cuando no se imprimen libros entre 1681 y 1682. La producción se reactiva desde 1683 hasta el final de siglo con la incorporación de la imprenta de Juan Micón, que compite con la de Martín Gregorio Zabala. En esta etapa se advierten dos momentos de particular actividad: 1687 y 1688 con siete publicaciones y 1696 con nueve.

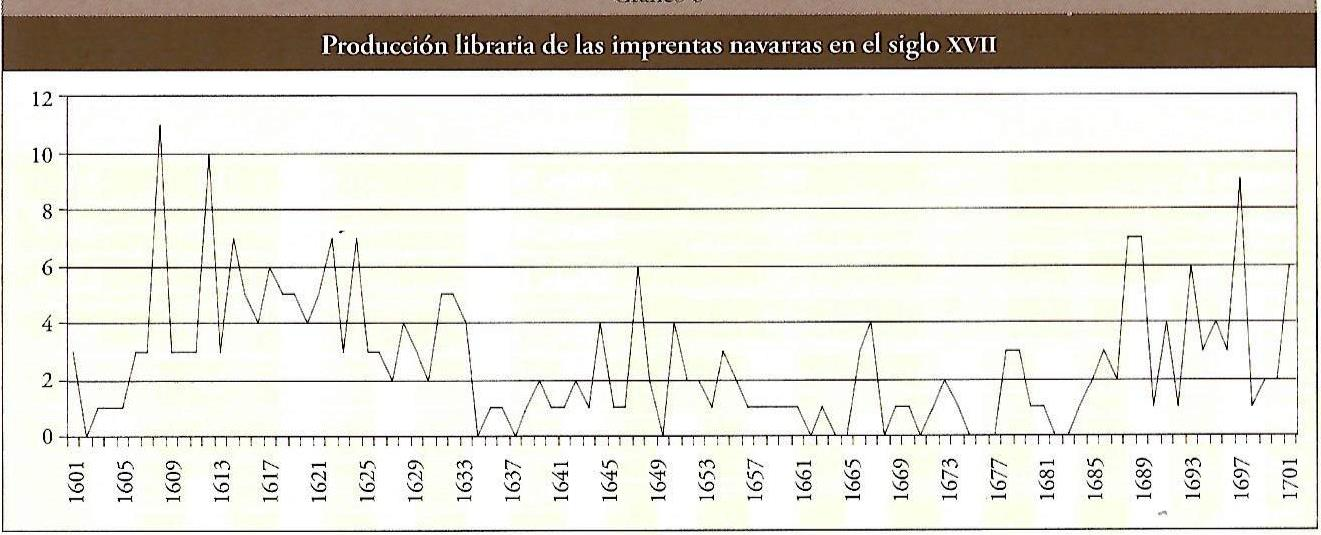
Producción de libros en las imprentas en Navarra en el

Dentro de la producción libraria del siglo XVII destaca la hegemonía de los títulos relacionados con la Religión, que representan el 42 por ciento. A mayor distancia figuran los de Derecho (20%) y a continuación, en orden paulatinamente decreciente, aparecen los referidos a la Historia (16%), Literatura (12%) y Ciencias y Artes (10%).
En relación con la centuria precedente se advierte el fuerte crecimiento de las obras religiosas, que vienen a duplicar el porcentaje, lo que explica el retroceso porcentual de las demás materias, en particular el Derecho y la Literatura, que pierden más de diez puntos.
En el último cuarto del siglo se publican las obras institucionales destinadas a proclamar la identidad política del Reino y su antigüedad. Estas se concretan en la edición de los trabajos encomendados a José de Moret y Francisco de Alesón, cronistas nombrados por las Cortes, Investigaciones históricas, Congresiones apologéticas y los cinco tomos de los Anales del Reino de Navarra.

## ElsigloXVIII: la imprenta en el Siglo de las Luces
En la Navarra del siglo XVIII se registran 26 impresores que son responsables de siete talleres y presentan una labor relevante, por encima de poblaciones similares en cuanto a demografía y actividad institucional política y eclesiástica. En relación con la centuria precedente, el aumento de la actividad es evidente ya que se pasa de tres a siete talleres, de 17 a 25 titulares de imprenta y de 153 a 453 años de actividad.

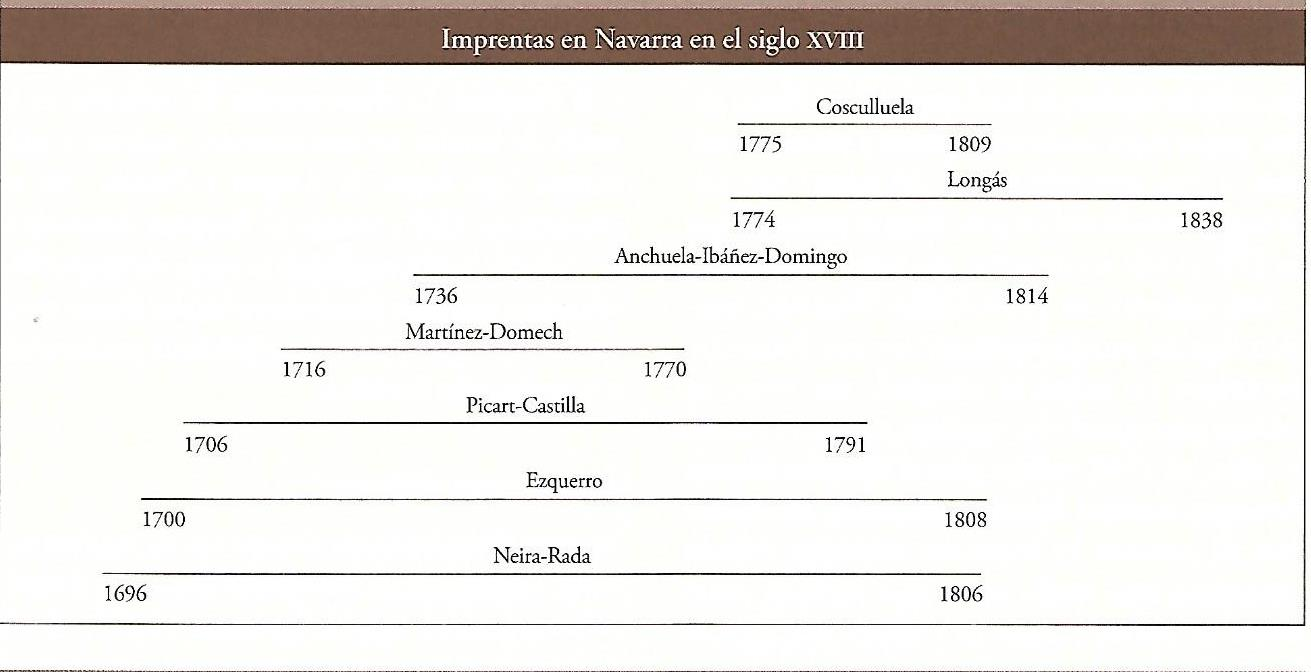
Talleres de imprenta en Navarra en el

### Impresores
- Anchuela, Jerónimo (1736-1753)

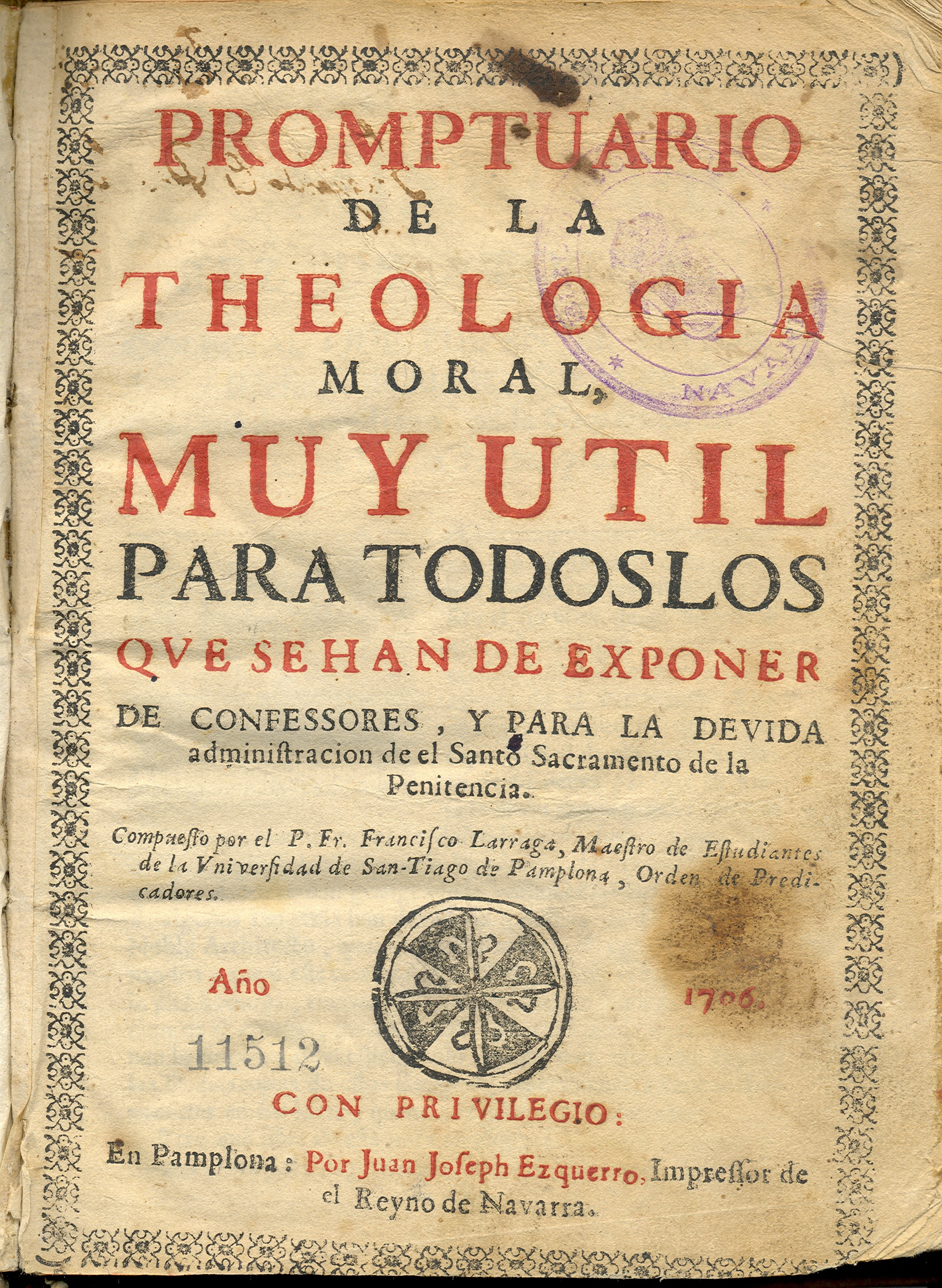
Larraga, Promptuario de la Teología Moral, Pamplona, Juan José Ezquerro, 1706. Se trata de la primera edición de una obra que tuvo enorme éxito a lo largo del XVIII.

- Ardanaz, Francisca, viuda de José Longás. (1795-ca. 1804)
- Burguete, Alfonso (1719-1735)
- Burguete, Josefa, viuda de Martín José de Rada. (1775-1787)
- Castilla, Antonio (1757-1791)
- Cosculluela, Benito (1775-1794)
- Cosculluela, Miguel Ignacio de (1794-post 1809)
- Domech Orozco, Miguel Antonio (1743-1770)
- Domingo, Joaquín (ante 1770-post 1819)
- Echeverz, María Ramona, viuda de José Miguel de Ezquerro y Chávarri. (1783-ca. 1808)
- Ezquerro, Juan José (1701-1727)
- Ezquerro Sainz de Echávarri, José Miguel (1727)
- Ezquerro Sainz de Echávarri, Pedro José (1727-1755)
- Ezquerro y Chávarri, José Miguel de (1757-1783)
- Ibáñez, Pascual (1753-1775)
- Larumbe Goñi, María Josefa de, viuda de Pedro José Ezquerro Sainz de Echávarri. (1755-1757)
- Longás, José (1774-1795)
- Martínez, José Joaquín  (1716-1741)
- Neira, Francisco Antonio de (1701-1716)
- María Francisca de Neira, viuda de Alfonso Burguete. (1735-1751)
- Picart, Francisco (1706-1734)
- Picart, Martín Francisco (1734- ca. 1760)
- Rada, José Francisco de (1787-1806)
- Rada, Martín José de (1751-1775)
- Romeo y Leoz, Juana María, viuda de Francisco Antonio de Neira. (1716-1719)

### Producción de libros
A lo largo del siglo XVIII se ha contabilizado la impresión de 699 libros procedentes de las prensas de los siete talleres estables registrados en este tiempo, lo que supone una media de siete por año. Estas cifras contrastan fuertemente con las registradas en la centuria anterior, cuando solo se produjeron 261 libros, procedentes de tres talleres, con una media anual de 2,6.
Queda de manifiesto que en el siglo XVIII la producción de libros es dos veces y media mayor que en el precedente; sin embargo, el número de imprentas no crece en la misma proporción ya que pasa de tres a siete, lo que demuestra que la productividad de los talleres del XVIII es algo mayor que en el siglo anterior, de tal manera que la media de títulos por taller pasa de 87 en el XVII a 100 en el siglo siguiente. 
En contra de lo constatado en el XVII, cuando en 14 años no se registró la impresión de un libro, ahora esta circunstancia solo se da en dos, en 1703 y 1707, durante la Guerra de Sucesión. 
En resumen, en el XVIII no solo hay más talleres que en el siglo anterior sino que su productividad es mayor.
Importa reseñar que la línea de trabajo no es constante sino que presenta movimientos abruptos, con oscilaciones de un año a otro, ofreciendo un perfil de dientes de sierra, que, en buena parte, obedece al inestable ritmo de la demanda.

La producción de libros de las imprentas de la capital navarra en el siglo XVIII se sitúa en relación con otras poblaciones españolas en una posición media-alta: está distante de los grandes focos editoriales, como pueden ser Madrid, Barcelona y Valencia, aunque se coloca en un escalón inmediatamente inferior, al mismo nivel que ciudades con una intensa actividad política, administrativa, eclesiástica y universitaria, como sería el caso de Cádiz, Salamanca, Sevilla, Valladolid o Zaragoza. 

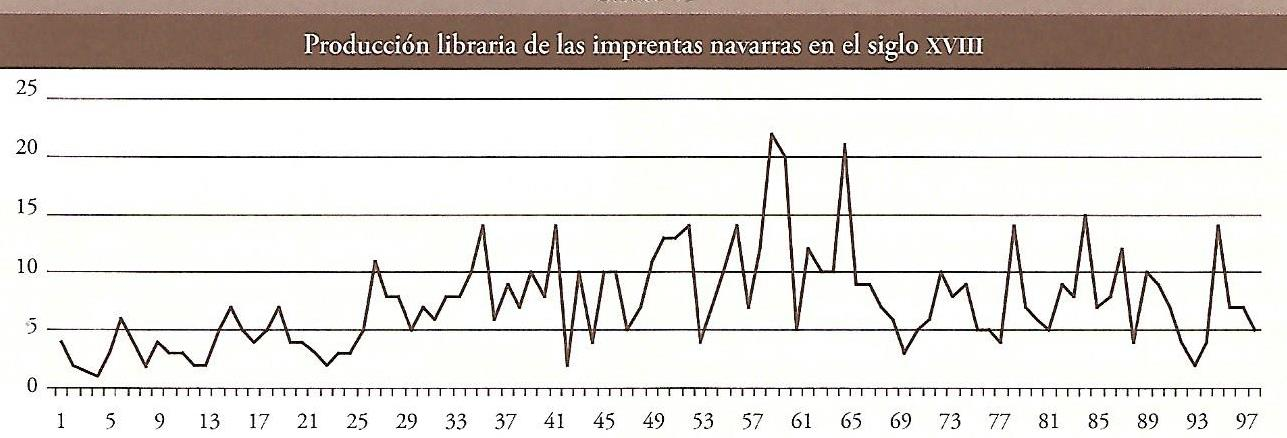
Producción de libros en las imprentas de Navarra en el

La clasificación de la producción por temas confirma, de forma concluyente, la hegemonía de los libros de Religión, ya que un título de cada dos publicados pertenece a este apartado. A considerable distancia, con el 17 por ciento, figuran los relacionados con la Historia y biografías, a los que siguen los de Derecho (13%). Con un porcentaje que roza el 10 aparece la Literatura, mientras que las publicaciones de Ciencias y Artes cierran la tabla con un modesto 8 por ciento.

### Libros en castellano, latín y vascuence
En Pamplona, a lo largo del siglo XVIII, se publica en tres idiomas: castellano, latín y vascuence, lo que significa que un sector de la población, en el que predominaban los clérigos, los principales consumidores, leía en las tres lenguas.
Del análisis del conjunto de la producción libraria de Navarra en el siglo XVIII se desprende la hegemonía del castellano, con el 78 por ciento de las ediciones; le sigue a distancia el latín, con el 17 por ciento, y esto a pesar de que la mitad de las ediciones son de carácter religioso (52%), aunque se ha de recordar que buena parte de ellas son piadosas, dirigidas a los fieles y, en consecuencia, escritas en castellano. 
En cuanto al euskera, que se hablaba mayoritariamente en la mitad septentrional de Navarra, por vez primera alcanza una presencia significativa en las imprentas navarras: reúne 29 títulos, que representan el cuatro por ciento. En su práctica totalidad se trata de obras de piedad, en buena parte editadas por los jesuitas, que estaban destinadas a los fieles de las zonas de montaña que en su vida cotidiana solo empleaban el vascuence y, en consecuencia, no entendían las predicaciones ni mucho menos los libros de devoción. 
En relación con el siglo XVII, la situación se mantiene sin cambios sustanciales en lo que se refiere a la hegemonía del castellano. 
En cuanto al latín, que en el XVI estaba presente en más de una cuarta parte de las ediciones, en el siglo XVII su presencia desciende hasta un porcentaje que ronda el 15, porcentaje que prácticamente no varía en el XVIII. 
La novedad que se registra en el siglo XVIII estriba en la aparición del vascuence como lengua impresa con cierta continuidad frente al carácter excepcional, irrelevante estadísticamente, que mantuvo en el XVII, prácticamente reducido a dos publicaciones piadosas –bilingües: castellano-vascuence- (1621 y 1626)  del sacerdote Juan de Beriáin.

## Fin del Antiguo Régimen y comienzo de la libertad de imprenta (1801-1841)
En las primeras décadas del siglo XIX se produce el principio del fin del Antiguo Régimen y el afianzamiento del liberalismo en la economía y la política. Como consecuencia de ello la imprenta, por vez primera y con un ritmo abrupto, alcanza la libertad y se libera de la secular censura que le habían impuesto el Altar y el Trono, la iglesia y la monarquía absoluta.

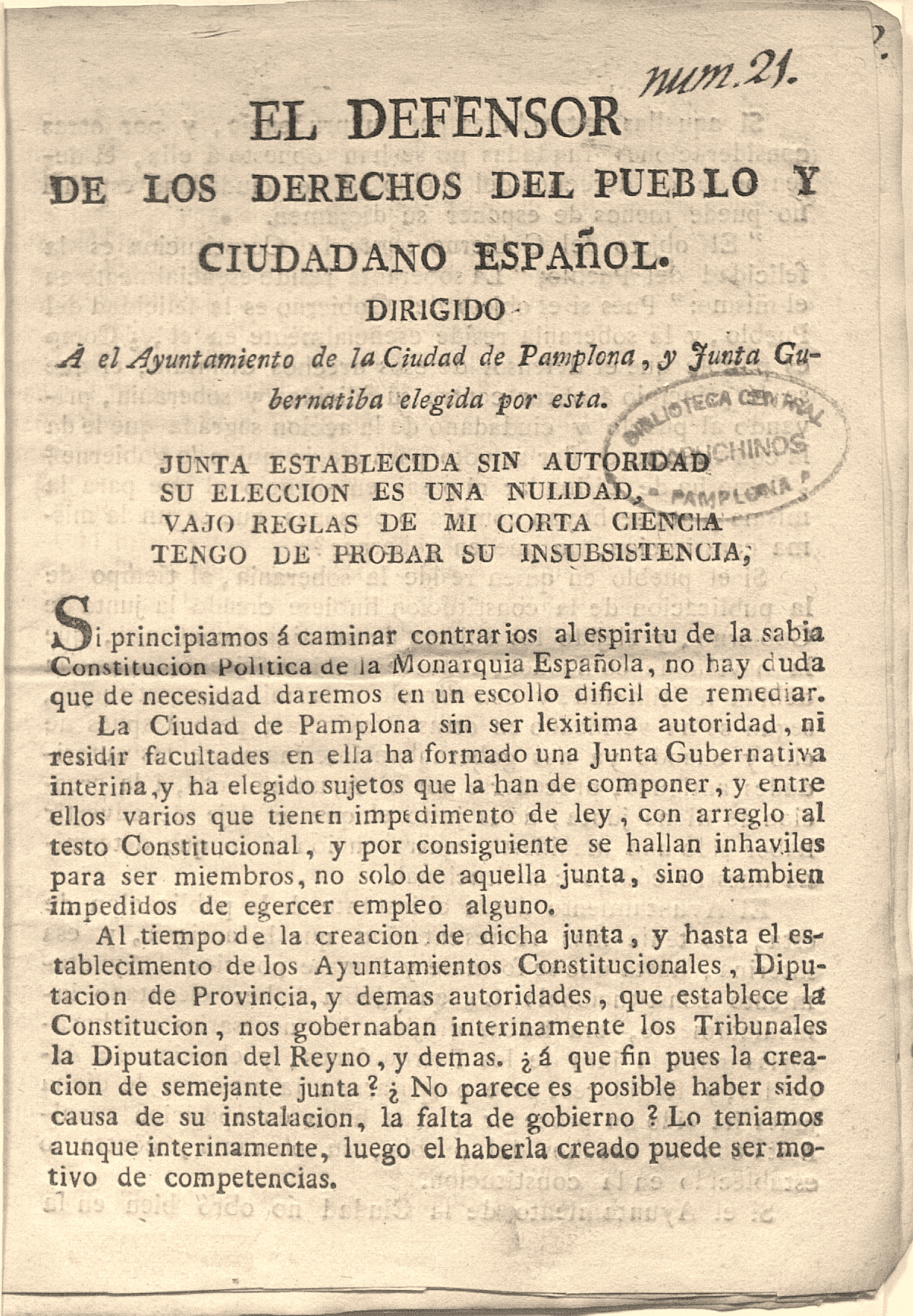
Folleto de contenido político impreso en Pamplona en el primer año del Trienio Constitucional

El itinerario político fue particularmente accidentado, con alternancia del absolutismo y el liberalismo. La Constitución de Bayona (1808) abrió las puertas de la libertad, aunque fuera teóricamente, ya que la Guerra de la Independencia impidió su entrada en vigor. En el campo opuesto, las Cortes de Cádiz promulgaron la primera constitución española (1812); el inicio del reinado de Fernando VII supuso la restauración del absolutismo, que se quebró de manera efímera en el Trienio Liberal (1820-1823), cuando entró en vigor la Constitución de 1812 que, entre otros aspectos, garantizaba  a los españoles "la libertad de escribir, imprimir y publicar sus ideas políticas". La muerte de Fernando VII (1833) abrió un periodo de encarnizado enfrentamiento entre los partidarios del Antiguo Régimen y los del liberalismo, que desembocó en la Primera Guerra Carlista (1833-1839), una contienda que en Navarra tuvo especial virulencia.
Precisamente esta guerra precipitó el final del Reino de Navarra y la integración de este territorio en la España constitucional y liberal, ahora con el rango de provincia. La Ley de Modificación de los Fueros de Navarra (1841) supuso el fin del reino medieval, la supresión de sus fronteras, la desaparición de sus cortes estamentales y de la Diputación del Reino, la extinción de la figura del virrey, que fue sustituido por un jefe político nombrado por el Gobierno, así como la desaparición de los tribunales propios, que fueron reemplazados por una audiencia provincial, al igual que en el resto de España.
En cuanto a la imprenta, esta dejó de estar controlada por el Consejo Real de Navarra (suprimido en 1841) para adecuarse a la legislación general de la nación. De esta manera terminó el régimen especial que la imprenta había disfrutado en Navarra durante cuatrocientos años. 

### Imprentas
En las cuatro primeras décadas del siglo XIX se registran en Navarra catorce imprentas –cuando en todo el siglo anterior fueron siete—, al frente de las cuales figuraron como mínimo veinte impresores. Buena parte de este aumento se debe a la existencia de talleres al servicio de los ejércitos participantes en la Guerra de la Independencia, en la Guerra Realista y en la Primera Guerra Carlista. 
Así pues, en este periodo hay más imprentas, con más actividad que en el pasado, pero algunas de ellas son más efímeras, ya que duraron lo que duraron los conflictos en los que sirvieron como herramienta de propaganda. Cabe apuntar que solo tres talleres, significativamente los tres pertenecían a particulares, trabajaron sin interrupción en los cuarenta años aquí estudiados: los de Longás, Rada y Gadea. 
Por otra parte, durante el Trienio Liberal por primera vez algunos tipógrafos tomaron partido por la libertad de imprenta, lo que les acarreó represalias cuando se restauró el absolutismo (1823) y con él el control férreo de la imprenta.

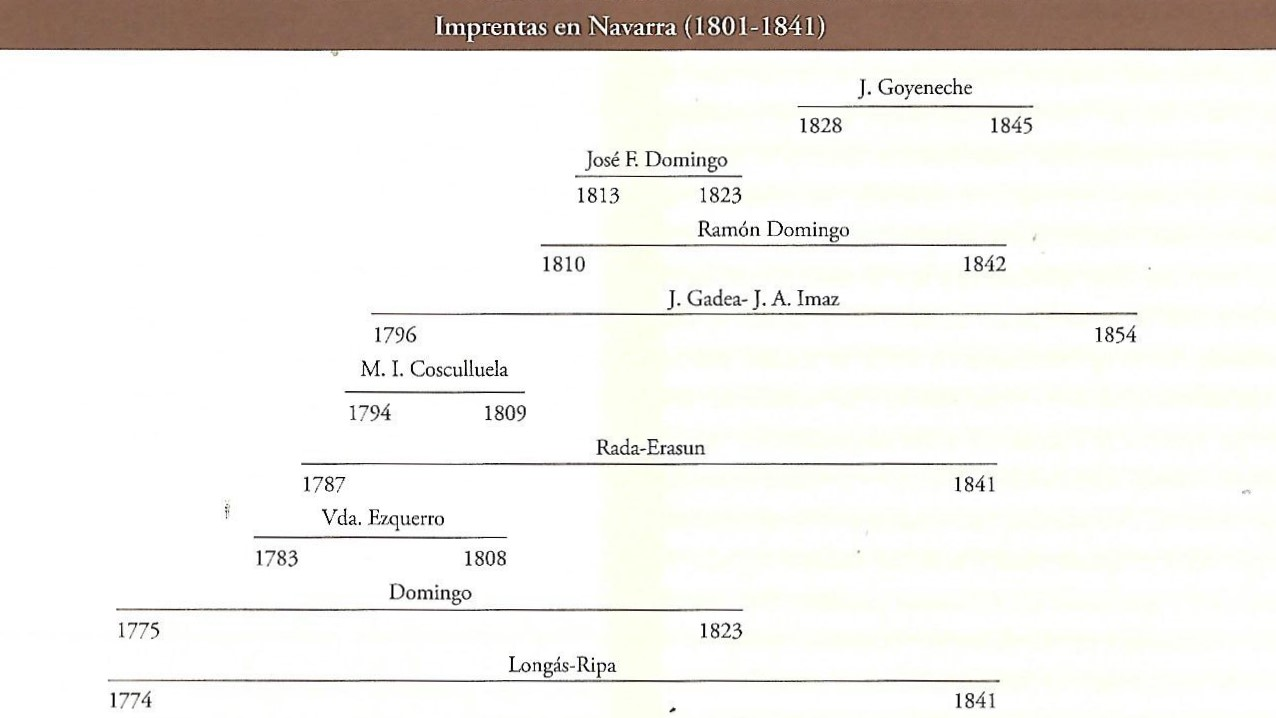
Imprentas en Navarra (1801-1841)

### Impresores e imprentas
- Ardanaz, Francisca, viuda e hijo de José Longás (1795-1804)
- Cosculluela, Miguel Ignacio (1794- hacia 1809)
- Delgado, Antonio José (1808)[24]
- Domingo, Joaquín (ante 1770- después de 1819)
- Domingo, Joaquín María (1814-1823)
- Domingo, José Fermín (1781-después de 1823)
- Domingo, Ramón (1810- después de 1841)
- Echeverz, María Ramona, viuda de José Miguel Ezquerro (1783-1808)
- Erasun y Rada, Francisco (1824-1866)
- Fadda Puzzolu, Ramón (1810-después de 1818)[25]
- Gadea, Javier (1804-1828)
- Goyeneche, Javier (1828-1845)
- Imaz y Gadea, José (1828-1854)
- Imprenta de la División de Navarra (1812-1814)[23]
- Imprenta Real de Navarra (1822-1823)[26]
- Imprenta Real [Carlista] (1834-1839)[27]
- Longás, Paulino (1807-1840)
- Longás y Ripa (1840-1856)[23]
- Ochoa de Alda, Teodoro (1840-1852)
- Rada, José Francisco de (1787-1806)
- Sengáriz, Micaela, viuda de José Francisco de Rada (1806-1824)

### Producción de libros
Entre 1801 y 1841 se conoce la existencia de al menos 150 libros impresos en Navarra, lo que representa 3,6 títulos por año, mientras que en el siglo anterior la media fue de 7. Se publican menos libros y ello se debió en buena medida a la inestabilidad política: La actividad se redujo sensiblemente durante la Guerra de la Independencia; por el contrario, en el  primer año del Trienio Liberal registró el dato más elevado, con diez títulos, aunque dos años más tarde se derrumbó a uno; y, finalmente, en la Guerra Carlista, a partir de 1834, volvió a descender.

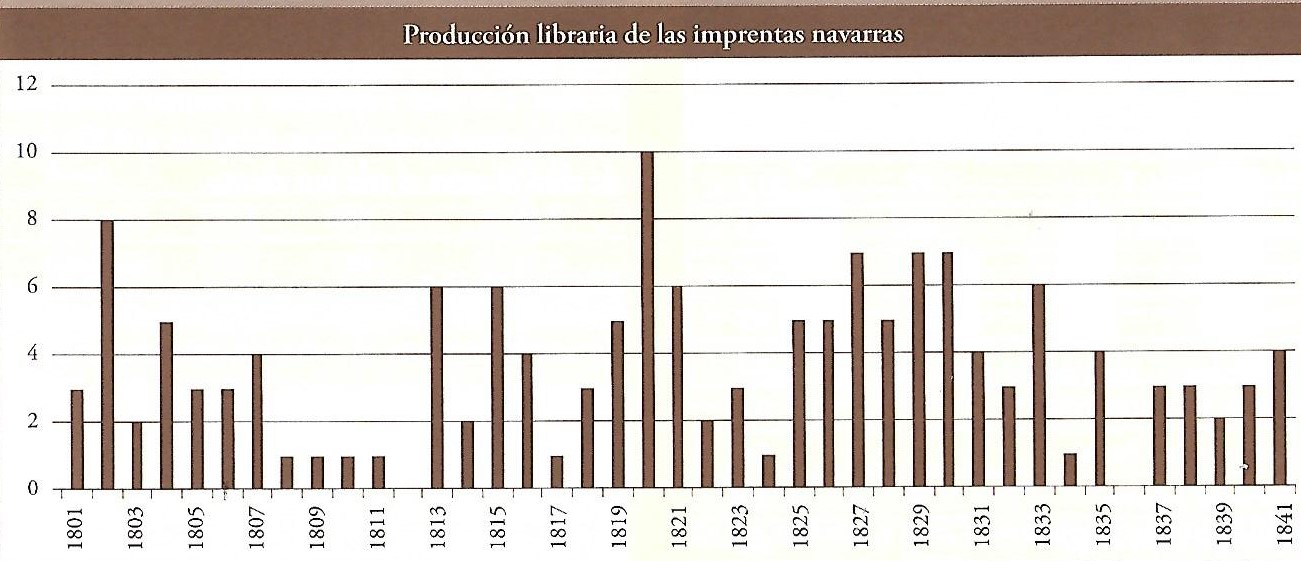
Producción de libros en las imprentas navarras (1801-1841)

Por otra parte, las grandes editoriales que emergen en Madrid, Barcelona o Valencia cubren en el mercado nacional en lo que se refieren a obras de consulta y de evasión; en consecuencia, los talleres de Pamplona imprimen menos libros, son de menor entidad física (tienen  menor tamaño y menos paginación) y en ellos predominan los de contenido religioso. Sea como fuere, la actividad se concentra en tres talleres, el de Micaela Sengaiz, viuda de José Francisco Rada, el de su hijo y sucesor Francisco Erasun, y Rada y el de Paulino Longás. Los tres reúnen el 65 por ciento de la producción libraría conocida.

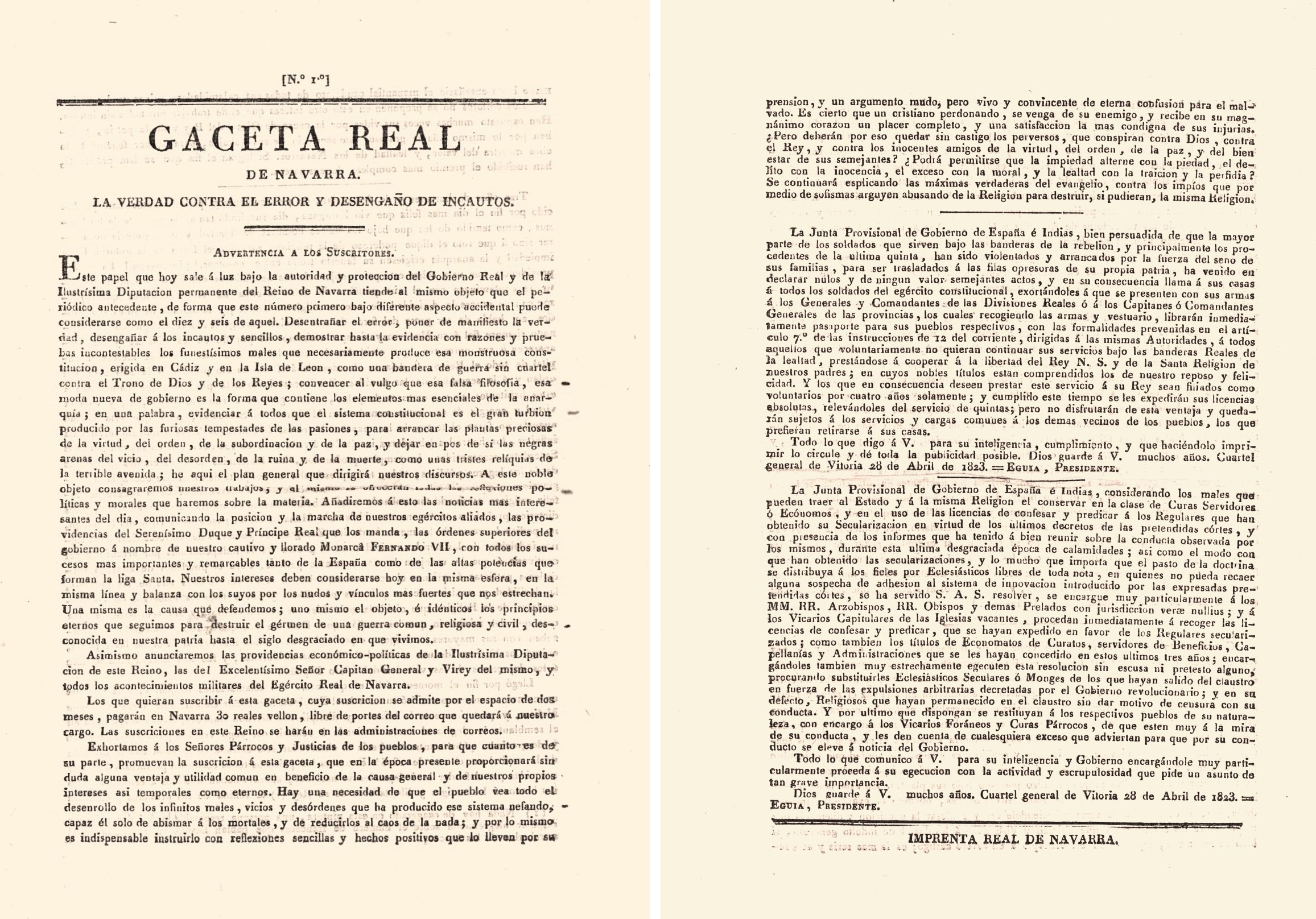
Número 1 de la Gaceta Real de Navarra impreso en la "Imprenta Real de Navarra" (1823)

El trabajo cotidiano de las imprentas locales se centra principalmente en encargos menores. Como en los siglos precedentes, reimprimen constantemente novenas de las que sacan grandes tiradas, así como los habituales anuncios de tesis doctorales, reales cédulas, ejecutorias de hidalguía, libros escolares y sermones. Sin embargo, los nuevos tiempos exigen nuevos impresos: manifiestos, proclamas, hojas volantes, bandos, folletos polémicos, además de gran cantidad de formularios para las administraciones locales y los ejércitos en guerra, a todo lo cual se añadirán carteles de las corridas de toros y programas de teatro que saldrán con cierta regularidad en lo sucesivo. Conviene subrayar que una parte considerable de este tipo de trabajos menores (se podría cifrar torno al 25 por ciento) no lleva la mención del taller de procedencia; esto se explicaría, al menos en parte, por la relajación del control de la imprenta en los periodos de gobierno liberal y por el carácter irrelevante de estos impresos.
La agitación política se manifiesta en la eclosión de periódicos tanto nacionales como locales. Las autoridades francesas publicaron en Pamplona, al igual que en otras ciudades del Imperio napoleónico, La Gazette de la Navarre (1810); en el primer año del Trienio Liberal aparecieron efímeros periódicos como El Imparcial de Navarra y El Patriota del Pirineo; por su parte, los realistas levantados en armas distribuyeron gratuitamente La Verdad contra el error y desengaño de incautos (1822-1823). Este periódico, con la restauración del absolutismo por la Santa Alianza en 1823, perdió su función proselitista y se convirtió en La Gaceta Real de Navarra (1823), precedente del Boletín Oficial de Pamplona (1834). Por su parte, el bando carlista difundió sus partes de guerra a través de diversos periódicos. Uno de los primeros fue el Boletín del Ejército del Rey N.S.D. Carlos V en Navarra (1834).